# (16965) 1998 RX79
A (16965) 1998 RX79 a Naprendszer kisbolygóövében található aszteroida. A LINEAR projekt keretében fedezték fel 1998. szeptember 14-én.